# Mackenzie Davis
Mackenzie Davis (Vancouver, 1 de abril de 1987) é uma atriz canadense.

## Biografia
Davis nasceu em Vancouver, onde cresceu e completou o ensino médio. Graduou-se na Universidade McGill e, em seguida, estudou Teatro numa escola de Artes Cénicas, onde conheceu Drake Doremus, com quem participou de seu filme Breathe In (2013). Em 2015, teve seus dois primeiros papeis de destaque, The Martian e um episódio da série Black Mirror.

## Filmografia
| Ano  | Título                         | Papel              |
| ---- | ------------------------------ | ------------------ |
| 2011 | Alex                           | Terri              |
| 2012 | Smashed                        | Millie             |
| 2013 | Breathe In                     | Lauren Reynolds    |
| 2013 | The F Word (What If)           | Nicole             |
| 2013 | Bad Turn Worse                 | Sue                |
| 2013 | Plato's Reality Machine        | Sophia             |
| 2013 | Moontown                       | Shayna             |
| 2014 | That Awkward Moment            | Chelsea            |
| 2014 | Emptied                        | Charlotte Laurence |
| 2015 | Freaks of Nature               | Petra Lane         |
| 2015 | A Country Called Home          | Reno               |
| 2015 | Freaks of Nature               | Petra              |
| 2015 | Memory Box                     | Isabelle           |
| 2015 | The Martian                    | Mindy Park         |
| 2016 | Always Shine                   | Anna               |
| 2016 | Izzy Gets the F*ck Across Town | Izzy               |
| 2017 | Blade Runner 2049              | Mariette           |
| 2017 | Tully                          | Tully              |
| 2019 | Terminator: Dark Fate          | Grace              |
| 2020 | The Turning                    | Kate               |
| 2020 | Happiest Season                | Harper Caldwell    |

| Televisão   |                     |                        |
| Ano         | Título              | Personagem             |
| 2014 - 2017 | Halt and Catch Fire | Cameron Howe           |
| 2016        | Black Mirror        | Yorkie                 |
| 2017        | No Activity         | Patricia/"Pat the Rat" |
| 2021        | Station Eleven      | Kirsten                |